# Проценко Борис Георгійович
Борис Георгійович Проценко (21 серпня 1978, м. Київ, СРСР) — український хокеїст, правий нападник. 
Виступав за «Калгарі Хітмен» (ЗХЛ), «Сірак'юс Кранч» (АХЛ), «Вілкс-Барре/Скрентон Пінгвінс» (АХЛ), «Вілінг Нейлерс», «Амур» (Хабаровськ), «Мечел» (Челябінськ), «Сокіл» (Київ), «Х'юстон Аерос», «Фресно Фальконс», «Саут-Кароліна Стінгрейс», «Сан-Дієго Галлс», «Динамо» (Мінськ), «Авангард-2» (Омськ), «Беркут» (Бровари)/«Поділ» (Київ).
У складі національної збірної України учасник чемпіонатів світу 2000, 2001, 2002, 2003 і 2006.